# Discografia degli Airbourne
La seguente è la discografia degli Airbourne, gruppo musicale australiano in attività dal 2003.

## Album in studio
| Anno                                                                                               | Titolo | Classifiche | Classifiche | Classifiche | Classifiche | Classifiche | Classifiche | Classifiche | Classifiche | Classifiche | Classifiche | Classifiche | Classifiche | Classifiche | Certificazioni |
| Anno                                                                                               | Titolo | AUS         | AUT         | CAN         | FIN         | FRA         | GER         | NLD         | NOR         | NZ          | SWE         | SWI         | UK          | US          | Certificazioni |
| -------------------------------------------------------------------------------------------------- | --- | ----------- | ----------- | ----------- | ----------- | ----------- | ----------- | ----------- | ----------- | ----------- | ----------- | ----------- | ----------- | ----------- | -------------- |
| 2007                                                                                               | Runnin' Wild - Pubblicato: 23 giugno 2007 - Etichetta: EMI, Capitol, Roadrunner - Formati: CD, LP, download digitale | 21          | 59          | —           | —           | 95          | 27          | —           | —           | 39          | —           | 49          | 62          | 106         | - UK: Argento  |
| 2010                                                                                               | No Guts. No Glory. - Pubblicato: 8 marzo 2010 - Etichetta: EMI, Roadrunner - Formati: CD, LP, download digitale      | 19          | 13          | 11          | 17          | 31          | 4           | 81          | —           | 9           | 11          | 9           | 31          | 90          |                |
| 2013                                                                                               | Black Dog Barking - Pubblicato: 21 maggio 2013 - Etichetta: Roadrunner - Formati: CD, LP, download digitale          | 17          | 11          | 21          | 12          | 31          | 5           | 90          | 38          | 19          | 13          | 9           | 22          | 89          |                |
| 2016                                                                                               | Breakin' Outta Hell - Pubblicato: 26 settembre 2016 - Etichetta: Spinefarm Records                                   | 13          | 3           | 54          | 24          | 13          | 3           | 96          | —           | 34          | 36          | 4           | 09          | —           |                |
| "—" indica una pubblicazione che non si è classificata o che non è stata pubblicata in quel Paese. | |             |             |             |             |             |             |             |             |             |             |             |             |             |                |

## Extended play
- Ready to Rock (pubblicazione indipendente, 2004)
- Live at the Playroom (EMI, 2007)

## Singoli
| Anno | Titolo                           | Classifiche | Classifiche | Classifiche   | Album di provenienza |
| Anno | Titolo                           | CAN         | CAN Rock    | US Main. Rock | Album di provenienza |
| ---- | -------------------------------- | ----------- | ----------- | ------------- | -------------------- |
| 2007 | Runnin' Wild                     | 90          | 1           | 22            | Runnin' Wild         |
| 2007 | Too Much, Too Young, Too Fast    | 74          | 3           | 16            | Runnin' Wild         |
| 2007 | Diamond in the Rough             | —           | 13          | —             | Runnin' Wild         |
| 2010 | No Way But the Hard Way          | —           | 2           | 29            | No Guts. No Glory.   |
| 2010 | Blonde, Bad and Beautiful        | —           | 9           | —             | No Guts. No Glory.   |
| 2010 | Bottom of the Well               | —           | —           | —             | No Guts. No Glory.   |
| 2013 | Live It Up                       | —           | 1           | 40            | Black Dog Barking    |
| 2013 | No One Fits Me (Better Than You) | —           | 1           | —             | Black Dog Barking    |
| 2016 | Breakin' Outta Hell              | —           | —           | —             | Breakin' Outta Hell  |

## Video musicali
- Runnin' Wild (2007)
- Too Much, Too Young, Too Fast (2007)
- Diamond in the Rough (2007)
- No Way But the Hard Way (2010)
- Blonde, Bad and Beautiful (2010)
- Bottom of the Well (2010)
- Live It Up (2013)
- Back in the Game (2013)